# Claude-Henri Bijon
Claude-Henri Bijon du Brouillat, né le 2 mai 1745 à Rigny-sur-Arroux et décédé le 1er juillet 1831 à Dijon, es un homme politique français

## Biographie
Bijon est avocat à Bourbon-Lancy lorsqu'éclate la Révolution française. En 1789, il est député de la paroisse de Cronat et rédige les cahiers de doléances de son bailliage.
Il est élu administrateur du district de Bourbon-Lancy le 11 mai 1790.
En septembre 1791, il est élu député de Saône-et-Loire à l'Assemblée nationale législative, où il siège sans se faire remarquer avec la majorité. Il n'intervient qu'une seule fois, le 24 janvier 1792, afin de demander au président de rappeler à l'ordre les tribunes, qualifiant les agitateurs de gauche de "vampires".
Non réélu en septembre 1792, il est nommé en novembre membre du Directoire du département de Saône-et-Loire. Lors de la période de la Convention montagnarde, il fait preuve d'un très grand zèle révolutionnaire, jurant d'exterminer tous les prêtres. Lors de la proclamation du calendrier républicain, il va même jusqu'à choisir comme nouveaux prénoms Ail-Pavot. En février 1794, en tant que président de l'administration départementale, il signe une liste supplétive d'émigrés comprenant de nombreuses erreurs.
Il siège à l'assemblée départementale jusqu'en octobre 1794, date à laquelle il est renvoyé à cause de son jacobinisme. Il retrouve son poste pour quelque temps en 1795, d'avril à octobre, date de la fin de sa carrière politique.
En 1799, Bijon se rallie à Bonaparte après le Coup d'État du 18 brumaire. Il est récompensé en étant nommé juge au tribunal d'appel de Dijon. En 1804, l'ancien montagnard adhère sans sourcilier au Premier Empire. Il parvient à conserver son poste sous la Restauration puis la Monarchie de Juillet.
Il se présente aux élections législatives de 1820 en Saône-et-Loire, mais est largement battu. 
Il meurt en fonctions en 1831, à 86 ans.

## Source
- « Claude-Henri Bijon », dans Adolphe Robert et Gaston Cougny, Dictionnaire des parlementaires français, Edgar Bourloton, 1889-1891 [détail de l’édition]

- Mémoires de la Société éduenne, Tome 32, Autun, 1904